# La Barre-de-Semilly
La Barre-de-Semilly és un municipi francès situat al departament de la Manche i a la regió de Normandia. L'any 2007 tenia 932 habitants.

## Demografia

### Població
El 2007 la població de fet de La Barre-de-Semilly era de 932 persones. Hi havia 344 famílies de les quals 48 eren unipersonals (20 homes vivint sols i 28 dones vivint soles), 132 parelles sense fills, 156 parelles amb fills i 8 famílies monoparentals amb fills.
La població ha evolucionat segons el següent gràfic:
Habitants censats

### Habitatges
El 2007 hi havia 359 habitatges, 352 eren l'habitatge principal de la família, 6 eren segones residències i 1 estava desocupat. 355 eren cases i 4 eren apartaments. Dels 352 habitatges principals, 296 estaven ocupats pels seus propietaris, 53 estaven llogats i ocupats pels llogaters i 3 estaven cedits a títol gratuït; 4 tenien una cambra, 12 en tenien dues, 30 en tenien tres, 79 en tenien quatre i 227 en tenien cinc o més. 306 habitatges disposaven pel capbaix d'una plaça de pàrquing. A 123 habitatges hi havia un automòbil i a 216 n'hi havia dos o més.

### Piràmide de població
La piràmide de població per edats i sexe el 2009 era:
| Homes | Edats   | Dones |
| ----- | ------- | ----- |
| 0     | 95 o +  | 0     |
| 0     | 90 a 94 | 12    |
| 0     | 85 a 89 | 0     |
| 0     | 80 a 84 | 4     |
| 0     | 75 a 79 | 4     |
| 12    | 70 a 74 | 0     |
| 16    | 65 a 69 | 16    |
| 28    | 60 a 64 | 16    |
| 28    | 55 a 59 | 32    |
| 28    | 50 a 54 | 24    |
| 12    | 45 a 49 | 32    |
| 44    | 40 a 44 | 40    |
| 60    | 35 a 39 | 40    |
| 20    | 30 a 34 | 32    |
| 8     | 25 a 29 | 16    |
| 16    | 20 a 24 | 0     |
| 24    | 15 a 19 | 28    |
| 36    | 10 a 14 | 40    |
| 12    | 5 a 9   | 40    |
| 32    | 0 a 4   | 32    |

## Economia
El 2007 la població en edat de treballar era de 644 persones, 490 eren actives i 154 eren inactives. De les 490 persones actives 460 estaven ocupades (242 homes i 218 dones) i 30 estaven aturades (9 homes i 21 dones). De les 154 persones inactives 62 estaven jubilades, 65 estaven estudiant i 27 estaven classificades com a «altres inactius».

### Ingressos
El 2009 a La Barre-de-Semilly hi havia 348 unitats fiscals que integraven 962 persones, la mediana anual d'ingressos fiscals per persona era de 22.633 €.

### Activitats econòmiques
Dels 16 establiments que hi havia el 2007, 2 eren d'empreses de fabricació d'altres productes industrials, 4 d'empreses de construcció, 4 d'empreses de comerç i reparació d'automòbils, 1 d'una empresa d'hostatgeria i restauració, 1 d'una empresa immobiliària, 3 d'empreses de serveis i 1 d'una empresa classificada com a «altres activitats de serveis».
Dels 4 establiments de servei als particulars que hi havia el 2009, 2 eren guixaires pintors, 1 lampisteria i 1 electricista.
L'únic establiment comercial que hi havia el 2009 era una botiga de material esportiu.
L'any 2000 a La Barre-de-Semilly hi havia 32 explotacions agrícoles que ocupaven un total de 464 hectàrees.

## Equipaments sanitaris i escolars
El 2009 hi havia una escola elemental.

## Poblacions més properes
El següent diagrama mostra les poblacions més properes.